# Jirón 7 de Junio
El jirón Siete de Junio es una de las vías de conexión centrales más transitadas al sur de la ciudad de Pucallpa, libre divisora en el distrito de Callería al distrito de Manantay desde el sur. Conecta desde otras localidades interdistritales al puerto del río Ucayali.
En el año 2010 se produjo un indendio de gran envergadura en el que se quemaron varias tiendas, incluido un centro comercial de tres pisos de altura.